# Nican mopohua

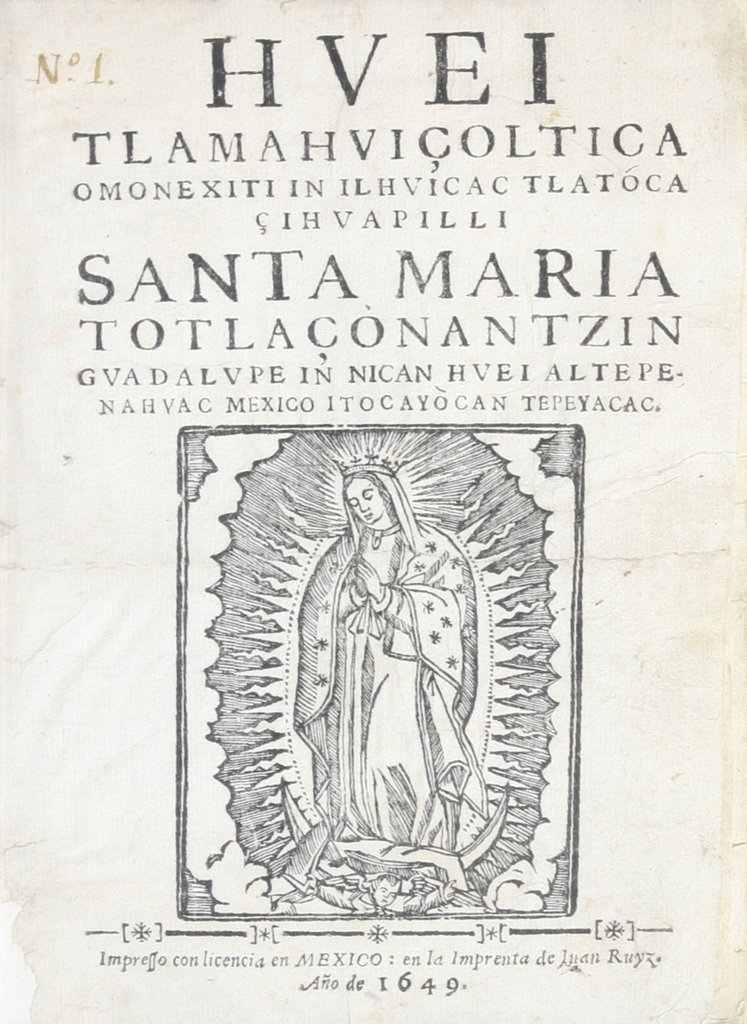
Frontispici del Huei tlamahuiçoltica,
que conté entre les seves pàgines el Nican mopohua.

Nican mopohua és el nom amb el qual es coneix àmpliament el relat en náhuatl de les aparicions marianes de la Verge de Guadalupe al Tepeyac, al nord de l'actual Ciutat de Mèxic. Nican mopohua (que pot traduir-se com Aquí es narra) són en realitat les dues primeres paraules d'aquest relat l'autoria del qual, segons l'editor Luis Lasso de la Vega), és d'Antonio Valeriano.
El Nican Mopohua està contingut en un llibre més ampli, el Huei tlamahuiçoltica o El Gran Succés publicat l'any de 1649. El títol d'aquesta obra en realitat és Huei tlamahuizoltica omonexiti in ilhuícac tlatohcacihuapilli Santa María Totlazonantzin Guadalupe in nican huei altepenáhuac Mèxic itocayocan Tepeyácac (en náhuatl, "Per un gran miracle va aparèixer la reina celestial, la nostra preciosa mare Santa Maria de Guadalupe, prop del gran altépetl de Mèxic, aquí on diuen Tepeyacac").
El Huei Tlamahuizoltica, que consta de 36 pàgines, va ser publicat pel batxiller Luis Lasso de la Vega (1605-1660), en aquell temps vicari de la capella del Tepeyac; conté, entre altres coses, el relat de les aparicions: Nican Mopohua d'Antonio Valeriano que segons Luis Lasso de la Vega el propi Antonio va escoltar de Juan Diego, i conté també la llista d'alguns miracles (concretament 14) continguts dins del Nican Motecpana de Fernando de Alva Ixtlilxóchitl.
És probable que el manuscrit náhuatl usat per Luis Lasso de la Vega fos l'original d'Antonio Valeriano. La majoria de les autoritats estan d'acord en això i en la datació de quan va ser escrit, any 1556. De fet, l'historiador Edmundo O'Gorman (1906-1995) opina que Antonio Valeriano havia escrit el Nican mopohua en 1556. L'historiador León-Portilla accepta de la mateixa manera la hipòtesi de Edmundo O'Gorman.
Una còpia parcial molt antiga del manuscrit Nican Mopohua en 16 pàgines que data de l'any 1556 es pot trobar a la Biblioteca Pública de Nova York que ha estat allí des de 1880 i una còpia completa al Centre d'Estudis d'Història de Mèxic Carso.